# Poolbillard 2006
Die Poolbillard-Saison 2006 war eine Serie von Poolbillard-Turnieren, die von der World Pool-Billiard Association veranstaltet wurden.

## Saisonergebnisse
| Datum                           | Turnier                                   | Austragungsort    | Disziplin   | Sieger                           | Finalist                      | Ergebnis |
| 19. Januar bis 21. Januar       | ET 76 – Czech Open 2006                   | Prag              | 9-Ball      | Nick van den Berg                | Darren Appleton               | 9:1      |
| 23. März bis 1. April           | Europameisterschaft 2006                  | Brandenburg       | 14/1 endlos | Oliver Ortmann                   | Ralf Souquet                  |          |
| 23. März bis 1. April           | Europameisterschaft 2006                  | Brandenburg       | 8-Ball      | Oliver Ortmann                   | Aki Heiskanen                 |          |
| 23. März bis 1. April           | Europameisterschaft 2006                  | Brandenburg       | 9-Ball      | Ralf Souquet                     | Marco Tschudi                 |          |
| 13. April bis 15. April         | ET 77 – Italy Open 2006                   | Monfalcone        | 9-Ball      | Imran Majid                      | Thomas Engert                 | 9:4      |
| 24. Mai bis 28. Mai             | Predator International Championship 2006  | Jacksonville, FL  | 10-Ball     | Thomas Engert                    | Corey Deuel                   |          |
| 30. Mai bis 4. Juni             | 14/1-endlos-Weltmeisterschaft 2006        | New Brunswick, NJ | 14/1 endlos | Thorsten Hohmann                 | Thomas Engert                 |          |
| 4. Mai bis 6. Mai               | ET 78 – Germany Open 2006                 | Sindelfingen      | 9-Ball      | Harald Stolka                    | Oliver Ortmann                | 10:7     |
| 5. Mai bis 7. Mai               | Asian Tour 2006 – Event 1                 | Ho-Chi-Minh-Stadt | 9-Ball      | Efren Reyes                      | Li Hewen                      | 11:6     |
| 9. Mai bis 11. Mai              | World Pool Masters 2006                   | Egmond            | 9-Ball      | Ralf Souquet                     | Alex Pagulayan                | 8:4      |
| 2. Juni bis 4. Juni             | Asian Tour 2006 – Event 2                 | Bangkok           | 9-Ball      | Ramil Gallego                    | Au Chi-Wai                    | 11:8     |
| 8. Juni bis 10. Juni            | ET 79 – Austria Open 2006                 | Rankweil          | 9-Ball      | Marcus Chamat                    | Nick van den Berg             | 10:7     |
| 4. August bis 6. August         | Asian Tour 2006 – Event 3                 | Kaohsiung         | 9-Ball      | Rodolfo Luat                     | Hsia Hui-kai                  | 11:7     |
| 10. August bis 11. August       | International Challenge of Champions 2006 | Uncasville        | 9-Ball      | Johnny Archer                    | unbekannt                     |          |
| 15. September bis 17. September | Asian Tour 2006 – Event 4                 | Jakarta           | 9-Ball      | Efren Reyes                      | Ricky Yang                    | 11:6     |
| 21. September bis 23. September | ET 80 – Netherlands Open 2006             | Weert             | 9-Ball      | Alex Lely                        | Oliver Ortmann                | 10:8     |
| 25. September bis 30. September | World Cup of Pool 2006                    | Newport           | 9-Ball      | Efren Reyes Francisco Bustamante | Earl Strickland Rodney Morris | 13:5     |
| 25. September bis 1. Oktober    | US Open 9-Ball 2006                       | Chesapeake, VA    | 9-Ball      | John Schmidt                     | Rodolfo Luat                  |          |
| 29. September bis 1. Oktober    | World Pool League 2006                    | Warschau          | 9-Ball      | Dennis Orcollo                   | Niels Feijen                  |          |
| 5. Oktober bis 7. Oktober       | ET 81 – Swiss Open 2006                   | Frauenfeld        | 9-Ball      | Jonni Fulcher                    | Tony Drago                    | 10:8     |
| 4. November bis 12. November    | 9-Ball-Weltmeisterschaft 2006             | Pasay City        | 9-Ball      | Ronato Alcano                    | Ralf Souquet                  | 17:11    |
| 7. Dezember bis 9. Dezember     | ET 82 – Spain Open 2006                   | Málaga            | 9-Ball      | Fabio Petroni                    | Niels Feijen                  | 10:1     |
| 7. Dezember bis 10. Dezember    | Mosconi Cup 2006                          | Rotterdam         | 9-Ball      | USA                              | Europa                        | 12:12 1  |